# Eosentomon imadatei
Eosentomon imadatei är en urinsektsart som beskrevs av Sören Ludvig Paul Tuxen 1967. Eosentomon imadatei ingår i släktet Eosentomon och familjen trakétrevfotingar. Inga underarter finns listade i Catalogue of Life.